# Richard Grey (6e comte Grey)
Pour les articles homonymes, voir Richard Grey et Grey.
Richard Fleming George Charles Grey, 6e comte Grey (4 mars 1939 - 10 septembre 2013) est un pair britannique.

## Biographie

### Jeunesse et éducation
Richard Grey est le fils d'Albert Grey et de Vera Harding. Par son père, il est un arrière-arrière-petit-fils de Charles Grey, 2e comte Grey.
Richard Grey fait ses études au Hounslow College et au Hammersmith College of Art and Building, où il suit une formation de métreur.

### Carrière
En 1963, il devient comte Grey, à la suite du décès de Charles Grey (5e comte Grey), son lointain cousin, bien qu'il n'hérite pas du siège familial de Howick Hall.
À partir de 1976, il devient membre à temps plein de la Chambre des Lords, siégeant avec le Parti libéral. Il est le porte-parole du Parti libéral sur les questions des services sociaux et des personnes handicapées. Il est également secrétaire du groupe des petites entreprises de la Chambre des Lords de 1980 à 1984.
Il est un observateur officiel des élections à travers l'Afrique, notamment l'élection de 1980 en Rhodésie.
Il est président de la London Cremation Company, basée à Golders Green et président de la Cremation Society of Great Britain de 1992 jusqu'à sa mort .
Il est décédé le 10 septembre 2013, à l'âge de 74 ans. Ses funérailles ont lieu au crématorium Golders Green le 15 octobre 2013.
Son frère cadet, Philip Kent Grey, né le 11 mai 1940, lui succède au titre de comte Grey (earl Grey), devenant le 7e comte Grey.

## Famille
Il épouse en premières noces, en 1966, Margaret Ann Bradford, fille de Henry G. Bradford. Ils divorcent en 1974 et n'ont pas d'enfants. 
Il épouse en secondes noces, le 17 août 1974, Stephanie Caroline, veuve du chirurgien-commandant Neil Lancaster Denham, et fille unique de Donald Gaskell-Brown. Ils n'ont pas d'enfants.

## Distinctions
- Médaille du jubilé d'argent d'Élisabeth II (6 février 1977)
- Médaille du jubilé d'or d'Élisabeth II (6 février 2002)
- Médaille du jubilé de diamant d'Élisabeth II (6 février 2012)